# Witkowe Skały

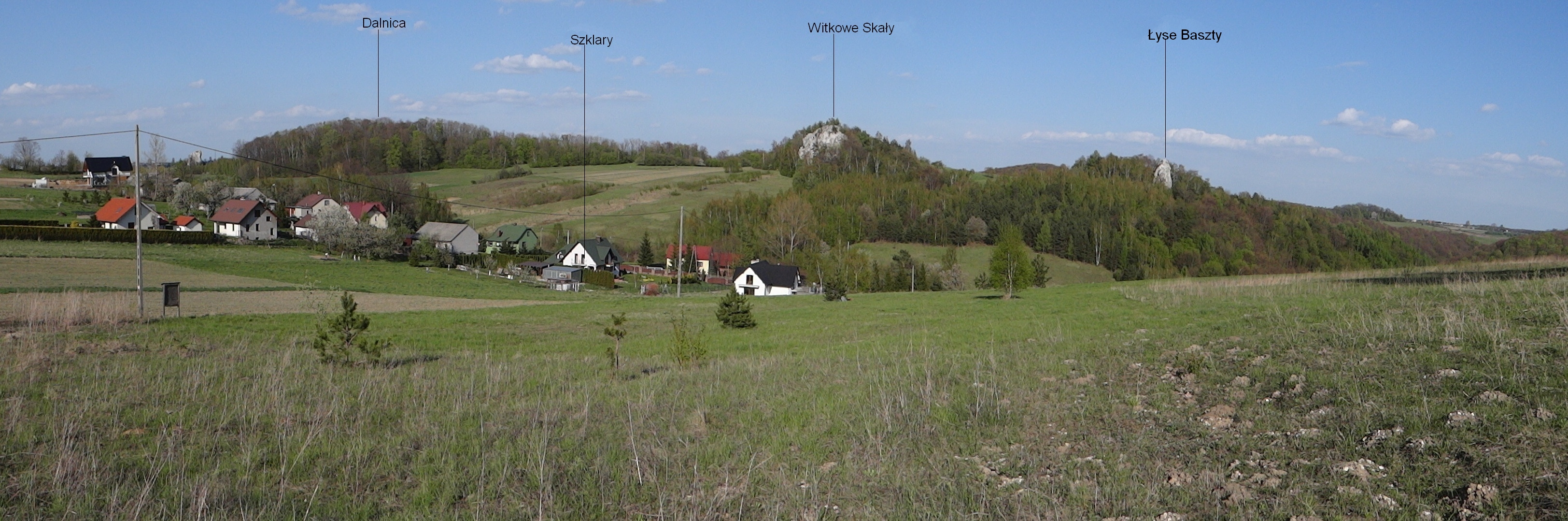
Widok od zachodu

Witkowe Skały – grupa ostańców na wierzchowinie Wyżyny Olkuskiej, w miejscowości Szklary. Znajdują się na orograficznie prawych zboczach Doliny Szklarki, przy czerwonym okrężnym szlaku turystycznym wiodącym górną częścią tej doliny. Stanowią kulminację wzniesienia o wysokości 493 m n.p.m. Znajdują się wśród pól uprawnych, z dala od zabudowań i w dużym stopniu są już zarośnięte lasem, ale widoczne są ponad drzewami.
Witkowe Skały tworzą zwartą grupę złożoną z 5 ostańców oraz dwóch skał wyrastających ze zbocza. Udostępnione są do wspinaczki. Jest na nich 91 dróg wspinaczkowych (niektóre to projekty) o trudności od II do VI.4+ w skali krakowskiej. Wspinacze skalni wyróżniają w nich następujące skały:
- Witkowy Filar – ostaniec wznoszący się samotnie na północno-wschodnim końcu grupy, tuż nad ścieżką szlaku turystycznego. Jego zachodnia ściana jest pionowa, ma wysokość 12 m. Są 3 drogi[2].
- Wielka Witkowa – masyw skalny złożony z części centralnej i dwóch ramion: południowego i północnego. Ramię południowe poprzez przełączkę przechodzi w Bukowy Filar. Południowa ściana Wielkiej Witkowej ma wysokość 12 m i przedzielona jest wysokim progiem. Od Muminka oddziela ją wąski przełaz. 6 dróg wspinaczkowych o trudnościach IV+ – VI.2 w skali polskiej[3]
- Bukowy Filar – wybity filar w południowej ścianie Wielkiej Witkowej. Ma trzy ściany, najwyższa z nich, północno-zachodnia ma wysokość 20 m[3]. 13 dróg wspinaczkowych[2].
- Ptasia Turnia – największy ostaniec w całej grupie. Ma trzy ściany: południowo-wschodnią, zachodnią i południowo-zachodnią. W dwóch pierwszych znajduje się okap, po prawej stronie przechodzący w przewieszenie. Ściana południowo-wschodnia przecięta jest w skos rysą[3]. 18 dróg wspinaczkowych[2].
- Sokolik – wybitny ostaniec we wschodniej części Witkowych Skał w sąsiedztwie Rudej i Ptasiej Turni. Skały te oddzielone są oryginalnym przełazem. Dla wspinaczy interesujące są trzy ściany Sokolika: zachodnia, północna i północno-wschodnia. Najtrudniejsze drogi prowadzą ścianą zachodnią[3]. 15 dróg wspinaczkowych[2].
- Ruda – turniczka połączona z Ptasią Turnią. Południowo-wschodnia ściana turniczki ma wysokość 10 m, południowo-zachodnia 12 m. 7 dróg wspinaczkowych (II+ – VI.2). Najstarszą drogę w Witkowych Skałach (przed 1959 r.) poprowadzono północno-zachodnim filarem Rudej[3].
- Muminek – ostaniec na południowym końcu Wielkiej Witkowej. W latach 90. odbywały się na nim zawody we wspinaczce sportowej[3]. 13 dróg wspinaczkowych[2].

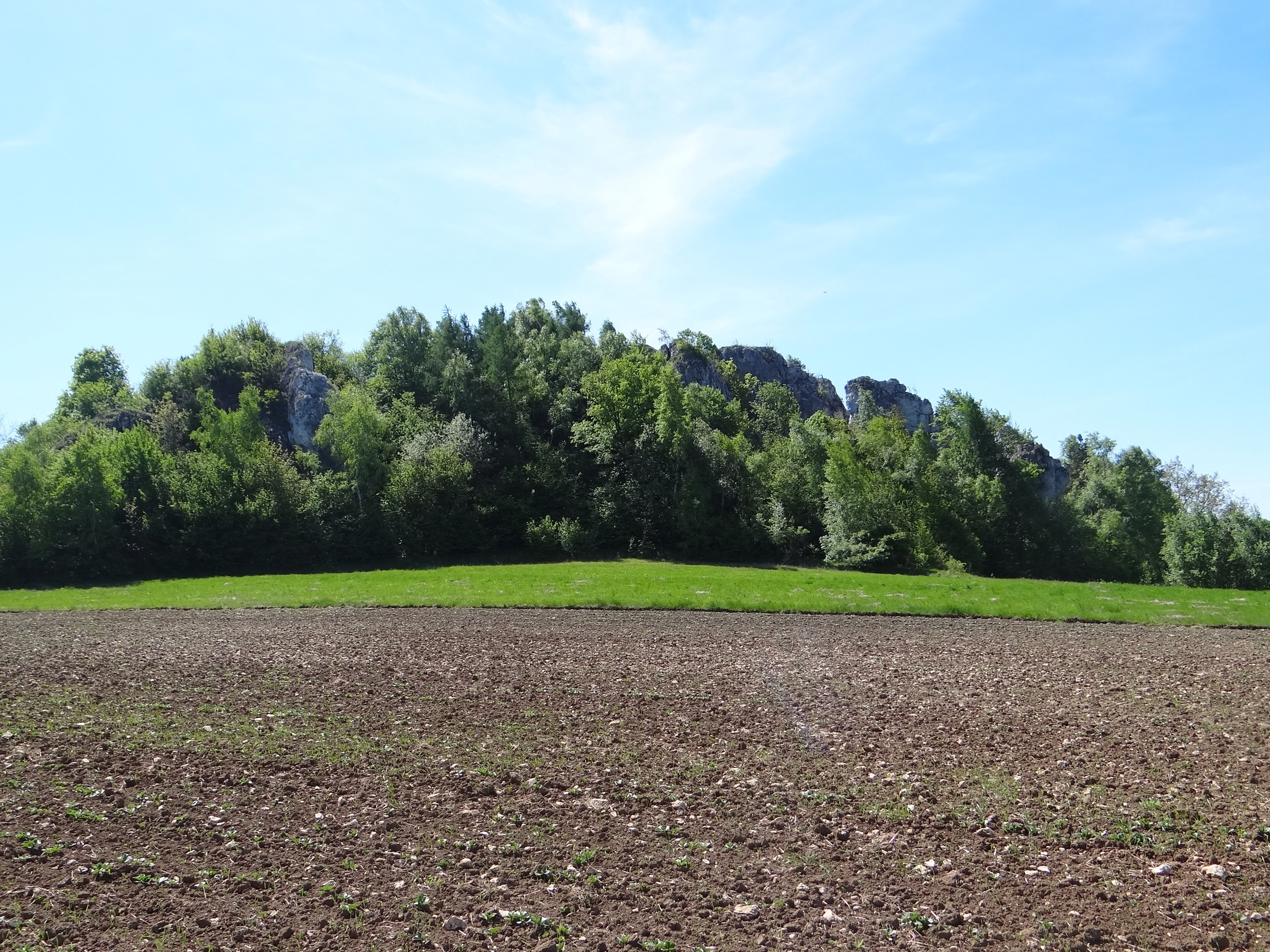
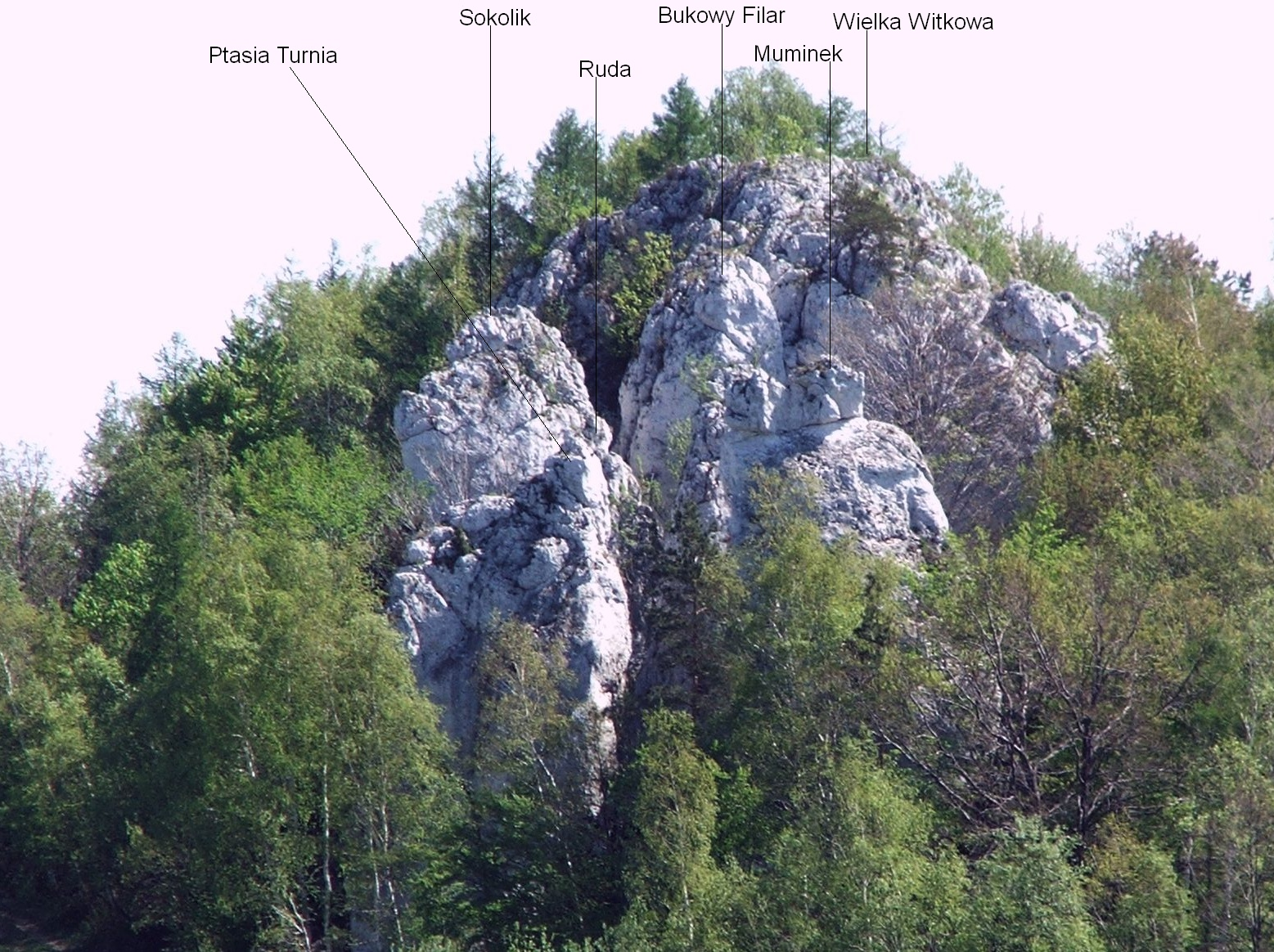
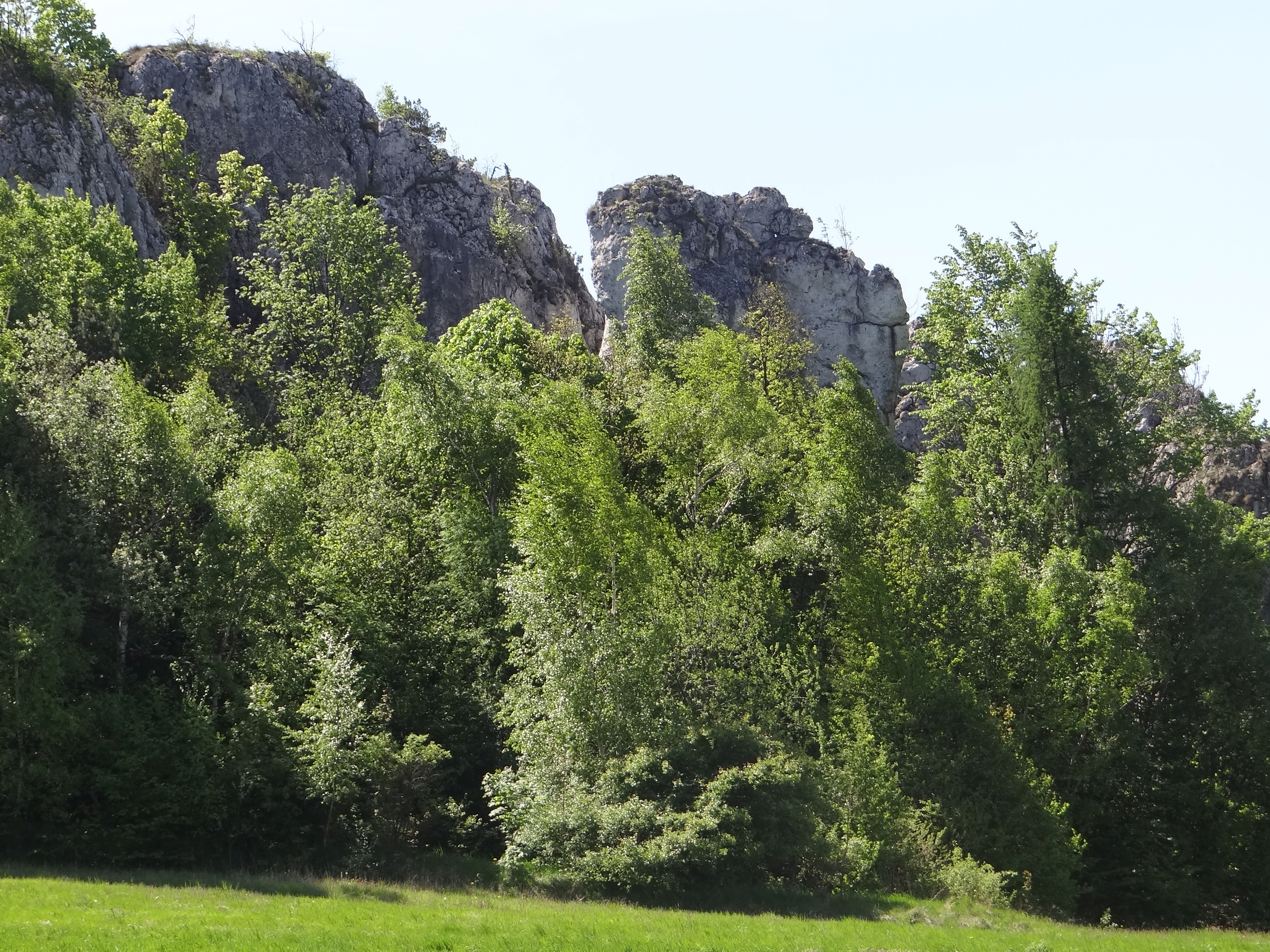
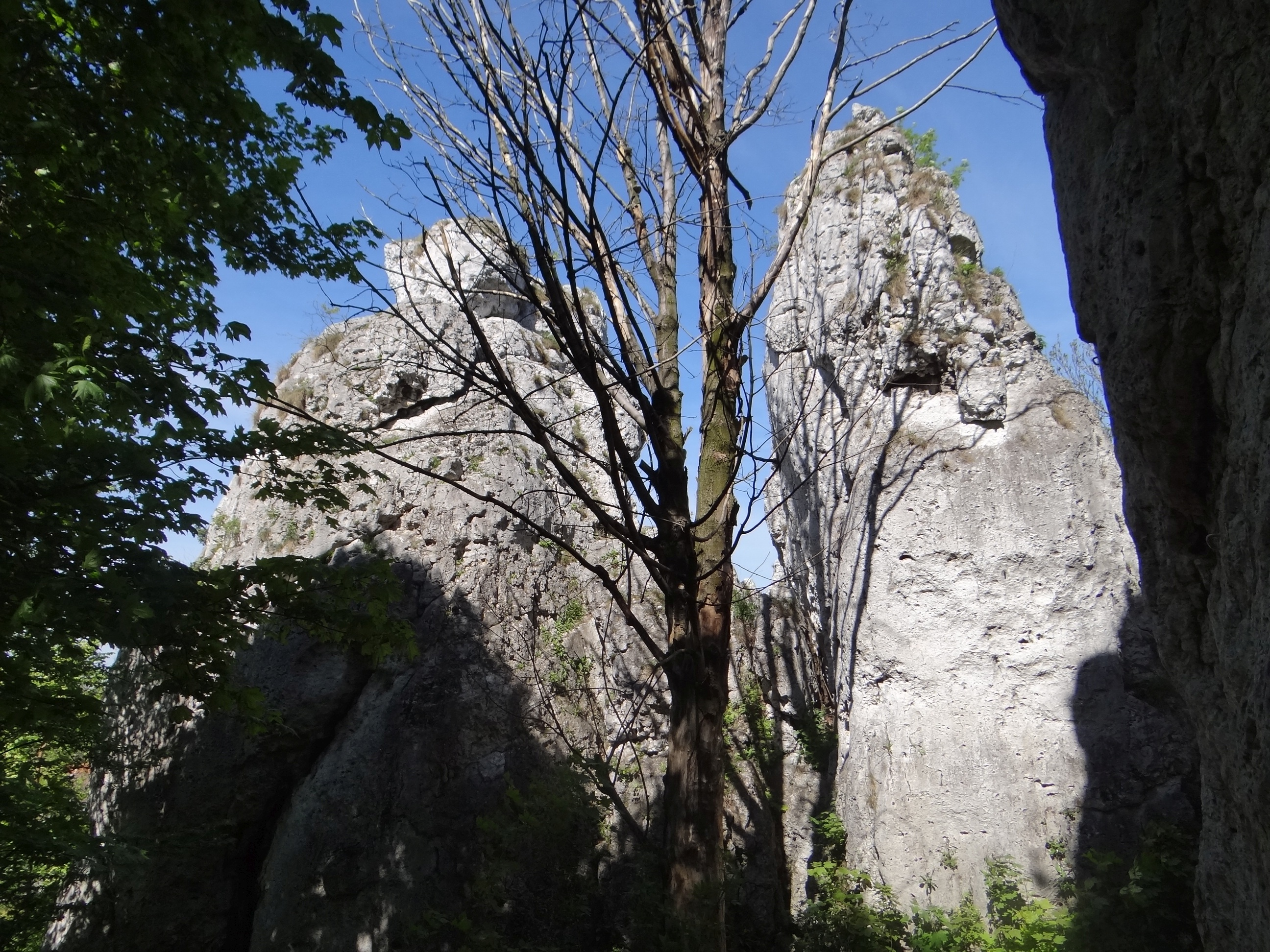
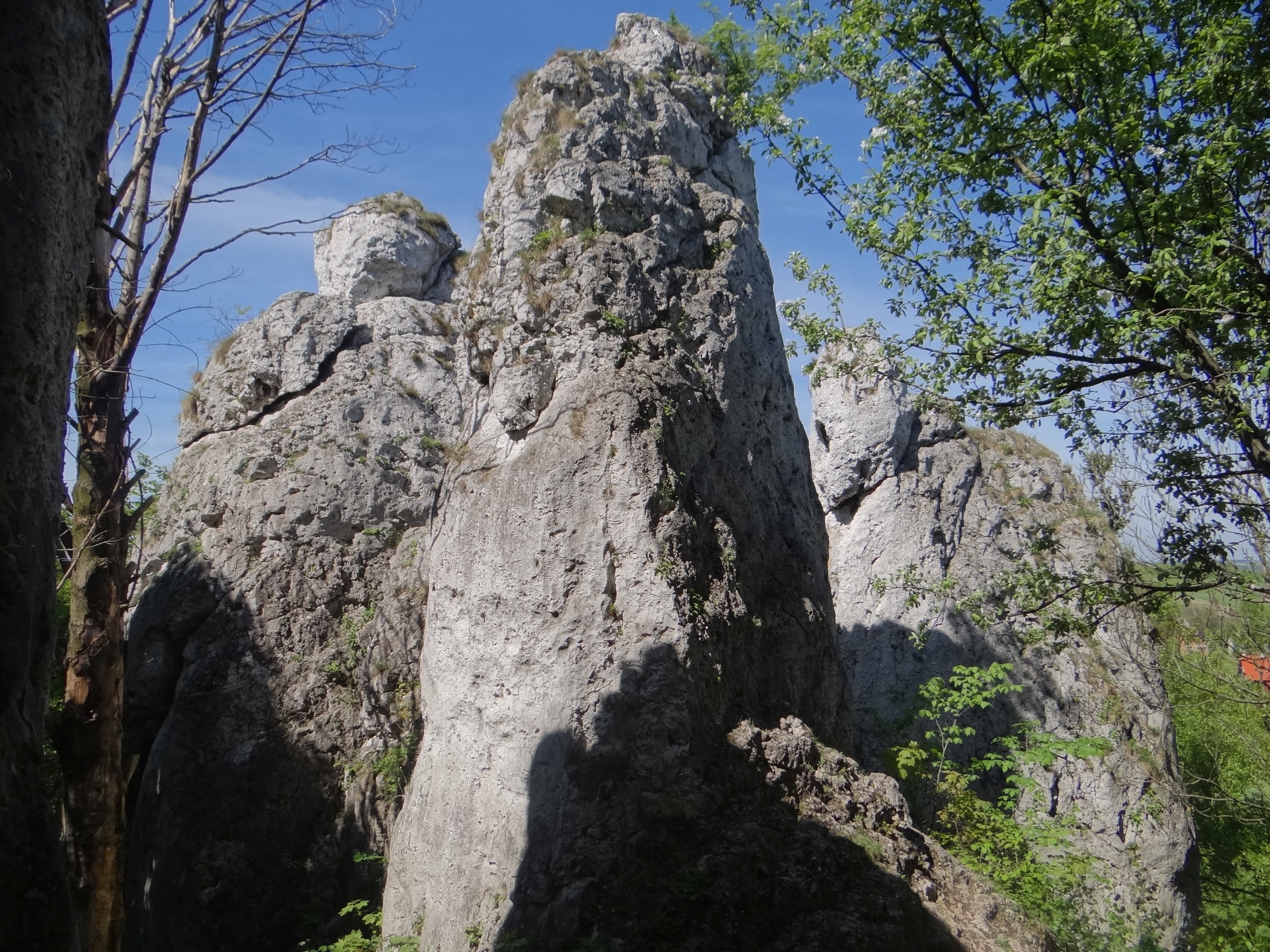

W Witkowych Skałach znajdują się trzy niewielkie jaskinie: Dziurawy Okap w Witkowych Skałach, Komórka w Witkowych Skałach, Szczelina w Witkowych Skałach.

## Szlak turystyczny
szlak okrężny przez najciekawsze obszary Doliny Szklarki.